# Francisco Algora
Francisco Javier Jiménez Algora, conegut com a Paco Algora (Madrid, 7 de desembre de 1948 - Puerto Real, Cadis, 30 de març de 2016), va ser un actor espanyol.
"El talent és el cor."  
Va néixer el 7 de desembre de 1948 a l'Observatori Astronòmic de Madrid, on el seu pare treballava de porter. Als tretze anys va deixar el col·legi i va entrar de botons en una distribuïdora de pel·lícules, gràcies a la vocació que li va despertar Cómicos, de Juan Antonio Bardem. Va exercir diversos oficis per a costejar-se els estudis i ingressar al TEM. Va debutar en escena amb Carlos Lemos.
En 1968 s'uneix a Los Goliardos i amb el Teatro Experimental Independiente al Pequeño Teatro del TEI.
Sobre les taules ha treballat amb directors com Ángel Facio, William Layton, José Carlos Plaza, Miguel Narros, José Luis Alonso i Lluís Pasqual i Sánchez, entre d'altres. En 1971 treu el cap a les pantalles de la mà de Miguel Picazo en TVE i de la de José María Forqué al cinema.
Entre altres premis compta amb el Premi del CEC (Cercle d'Escriptors Cinematogràfics) a la millor interpretació estel·lar masculina a Tocata y fuga de Lolita (1974); el Popular de Pueblo (1974); Premi de la Unión de Actores (Millor Secundari); nominacions als Premis Goya; Premi Sant Jordi 2004 (Millor actor 1998) pel seu treball a Barrio; Premi Pepe Isbert per la seva aportació al cinema (2002).
En 1984 es va apartar del teatre i en 1991 es va traslladar a Cadis, instal·lant-se en Vejer de la Frontera. En 2004 va publicar l'obra teatral Me llamo Jonás, prologada per Fernando Fernán Gómez. En 2006, amb el curt Manolo Global SA, va guanyar el premi d'interpretació del Festival de curts de Jerez. En 2009 va iniciar la seva col·laboració amb el col·lectiu "Atrapasueños", en el projecte "Poesia Viva" que pretén portar la poesia als més diversos espais i recuperar autors com Blas de Otero, Miguel Hernández i León Felipe, entre d'altres. En juliol de 2009 publicà el poemari: Romance de locos, coplas de ciego.
Va tornar al món teatral amb Bruno Boëglin, per al muntatge de Koltès voayage, estrenat en Lió al novembre de 2009.

## Mort
Va morir el 30 de març de 2016 als 67 anys a l'hospital de Puerto Real, a Cadis, a causa d'un càncer de pulmó contra el qual portava més d'un any lluitant.

## Premis
Medalles del Cercle d'Escriptors Cinematogràfics
| Any  | Categoria    | Pel·lícula              | Resultat  |
| ---- | ------------ | ----------------------- | --------- |
| 1974 | Millor actor | Tocata y fuga de Lolita | Guanyador |

## Filmografia

### Llargmetratges
| Any  | Títol                                               | Director                                         |
| ---- | --------------------------------------------------- | ------------------------------------------------ |
| 2009 | Un ajuste de cuentas                                | Manane Rodríguez                                 |
| 2008 | Sangre de mayo                                      | José Luis Garci                                  |
| 2007 | La luna en botella                                  | Grojo                                            |
| 2007 | Luz de domingo                                      | José Luis Garci                                  |
| 2007 | Dos rivales casi iguales                            | Miguel Ángel Calvo Buttini                       |
| 2005 | La vida perra de Juanita Narboni                    | Farida Belyazid                                  |
| 2004 | Tiovivo C.1950                                      | José Luis Garci                                  |
| 2004 | Rojo sangre                                         | Christian Molina                                 |
| 2002 | Historia de un beso                                 | José Luis Garci                                  |
| 2002 | Nos miran                                           | Norberto López-Amado                             |
| 2002 | La balsa de piedra                                  | George Sluizer                                   |
| 2001 | Lázaro de Tormes                                    | Fernando Fernán Gómez i José Luis García Sánchez |
| 2000 | You're the one (Una historia de entonces)           | José Luis Garci                                  |
| 1999 | Pepe Guindo                                         | Manuel Iborra                                    |
| 1998 | El abuelo                                           | José Luis Garci                                  |
| 1998 | Barrio                                              | Fernando León de Aranoa                          |
| 1998 | Las ratas                                           | Antonio Giménez-Rico                             |
| 1997 | El tiempo de la felicidad                           | Manuel Iborra                                    |
| 1996 | Matías, juez de línea                               | Santiago Aguilar Alvear i Luis Guridi            |
| 1995 | Mar de luna                                         | Manolo Matji                                     |
| 1993 | El hombre de la nevera                              | Vicente Tamarit                                  |
| 1991 | Tramontana                                          | Carlos Pérez Ferré                               |
| 1989 | Xenia                                               | Patrice Vivancos                                 |
| 1988 | Diario de invierno                                  | Francisco Regueiro                               |
| 1988 | El Dorado                                           | Carlos Saura                                     |
| 1987 | La guerra de los locos                              | Manolo Matji                                     |
| 1987 | Cara de acelga                                      | José Sacristán                                   |
| 1986 | Tiempo de silencio                                  | Vicente Aranda                                   |
| 1985 | Réquiem por un campesino español                    | Francesc Betriu                                  |
| 1984 | Fanny Pelopaja                                      | Vicente Aranda                                   |
| 1982 | La Colmena                                          | Mario Camus                                      |
| 1981 | La momia nacional                                   | José Ramón Larraz                                |
| 1981 | Kargus                                              | Juan Miñón y Miguel Ángel Trujillo               |
| 1981 | Gay Club                                            | Ramón 'Tito' Fernández                           |
| 1980 | Los fieles sirvientes                               | Francesc Betriu                                  |
| 1980 | Todos me llaman Gato                                | Raúl Peña                                        |
| 1979 | El buscón                                           | Luciano Berriatúa                                |
| 1979 | Mi adúltero esposo                                  | Joaquín Coll Espona                              |
| 1979 | La insólita y gloria hazaña del cipote de Archidona | Ramón 'Tito' Fernández                           |
| 1979 | El gran atasco                                      | Luigi Comencini                                  |
| 1979 | Tiempos de constitución                             | Rafael Gordon                                    |
| 1978 | Soldados                                            | Alfonso Ungría                                   |
| 1978 | La mujer de la tierra caliente                      | José María Forqué                                |
| 1978 | Un hombre llamado Flor de Otoño                     | Pedro Olea                                       |
| 1978 | Una familia decente                                 | Lluís Josep Comerón                              |
| 1977 | Me siento extraña                                   | Enrique Martí Maqueda                            |
| 1977 | Secretos de alcoba                                  | Francisco Lara Polop                             |
| 1977 | La oscura historia de la prima Montse               | Jordi Cadena                                     |
| 1977 | El puente                                           | Juan Antonio Bardem                              |
| 1977 | Ésta que lo es...                                   | Ramón 'Tito' Fernández                           |
| 1977 | `Niñas... al salón                                  | Vicente Escrivá                                  |
| 1976 | Nosotros que fuimos tan felices                     | Antonio Drove                                    |
| 1976 | Las delicias de los verdes años                     | Antonio Mercero                                  |
| 1976 | La viuda andaluza                                   | Francesc Betriu                                  |
| 1976 | Bruja, más que bruja                                | Fernando Fernán Gómez                            |
| 1975 | Yo soy Fulana de Tal                                | Pedro Lazaga                                     |
| 1975 | País, S.A.                                          | Antonio Fraguas 'Forges'                         |
| 1974 | Tocata y fuga de Lolita                             | Antonio Drove                                    |
| 1974 | Tamaño natural                                      | Luis García Berlanga                             |
| 1973 | La banda de Jaider                                  | Volker Vogeler                                   |
| 1973 | Habla, mudita                                       | Manuel Gutiérrez Aragón                          |
| 1972 | Soltero y padre en la vida                          | Javier Aguirre Fernández                         |
| 1972 | La cera virgen                                      | José María Forqué                                |

### Curtmetratges
| Any  | Títol                        | Director                       |
| ---- | ---------------------------- | ------------------------------ |
| 2012 | La buena educación           | Sergio Postigo                 |
| 2010 | La orquesta de las mariposas | Isabel Soria                   |
| 2008 | Manolo global                | César Esteban Alenda           |
| 2006 | Río seco                     | José Manuel Serrano Cueto      |
| 2004 | Amigo no gima                | Iñaki Peñafiel                 |
| 2001 | Retruc                       | Francesc Talavera              |
| 2001 | Esa habitación del demonio   | Grojo                          |
| 1999 | El cumplido                  | Rafa Russo                     |
| 1989 | La dama del bosque           | Luciano Berriatúa              |
| 1981 | Nostalgia de comedia muda    | Antonio Navarro y Javier Reyes |
| 1976 | Araña y cierra España        | Antonio del Real               |
| 1976 | Usted va a ser mamá          | Fernando Colomo                |
| 1975 | En un país imaginario        | Fernando Colomo                |
| 1974 | Jaula de todos               | Paulino Viota                  |

### Televisió
| Any  | Títol                             |
| ---- | --------------------------------- |
| 2005 | Amar en tiempos revueltos         |
| 2001 | Paraíso                           |
| 2000 | Hospital Central                  |
| 1994 | Villarriba y Villabajo            |
| 1992 | No sé bailar                      |
| 1992 | Crónicas urbanas                  |
| 1991 | El Quijote de Miguel de Cervantes |
| 1991 | Réquiem por Granada               |
| 1989 | Morir para vivir                  |
| 1989 | Primera función                   |
| 1987 | Candel                            |
| 1986 | El rey y la reina                 |
| 1984 | Cosas de dos                      |
| 1983 | El mayorazgo de Labraz            |
| 1980 | Fortunata y Jacinta               |
| 1980 | Cervantes                         |
| 1976 | Curro Jiménez                     |
| 1973 | Novela                            |
| 1973 | Otoño romántico                   |
| 1972 | Hora once                         |
| 1972 | Teatro de siempre                 |